# 진해시 (1996년 선거구)
진해시는 대한민국의 옛 국회의원 선거구이다. 당시 경상남도 진해시 지역을 관할했다.

## 역사
제15대 국회의원 선거를 앞두고 진해시·창원군 선거구에서 분리되어 진해시 단독 선거구를 구성하게 됨에 따라 신설되었다.
2010년 7월 1일을 기해 마산시, 창원시, 진해시가 통합되면서 통합 창원시가 출범했다. 또한 창원시에 구제가 실시되면서 진해시 전 지역에 진해구가 신설되었다. 이에 제19대 국회의원 선거를 앞두고 창원시 진해구 선거구로 개편되었다.

## 역대 국회의원
| 선거   | 정당 | 정당     | 의원   |
| ------ | ---- | -------- | ------ |
| 1996년 |      | 신한국당 | 허대범 |
| 2000년 |      | 한나라당 | 김학송 |
| 2004년 |      | 한나라당 | 김학송 |
| 2008년 |      | 한나라당 | 김학송 |

## 역대 선거 결과

### 대한민국 제15대 국회의원 선거
|  | 47.12% |

|  | 39.44% |

|  | 5.60% |

|  | 4.48% |

|  | 3.32% |

### 대한민국 제16대 국회의원 선거
|  | 45.51% |

|  | 45.33% |

|  | 9.15% |

### 대한민국 제17대 국회의원 선거
|  | 44.70% |

|  | 29.60% |

|  | 24.08% |

|  | 1.61% |

### 대한민국 제18대 국회의원 선거
|  | 62.21% |

|  | 31.60% |

|  | 6.18% |